# بني اللحج (بني مطر)

تعديل مصدري - تعديل

بني اللحج هي إحدى قرى عزلة بقلان بمديرية بني مطر التابعة لمحافظة صنعاء، بلغ تعداد سكانها 188 نسمة حسب تعداد اليمن لعام 2004.